# Robert Hanbury Brown
Robert Hanbury Brown (* 31. August 1916 in Aruvankadu, Indien; † 16. Januar 2002 in Andover, Hampshire, England) war ein britischer Physiker und Radioastronom.
Brown studierte an der Universität London und machte 1935 seinen Abschluss als Master of Science. Von 1936 bis 1942 war er beim Luftfahrtministerium zuständig für die Entwicklung des Radars. 1942 ging er für drei Jahre nach Washington, D.C., um in der gemeinsamen Forschungsgruppe mit amerikanischen Kollegen zu arbeiten. Nach dem Zweiten Weltkrieg wurde er beim Versorgungsministerium angestellt, wo er für die Konstruktion von geeigneten Telekommunikationsanlagen sorgte. 
Zwischen 1949 und 1964 war Brown Professor für Physik an der Universität Manchester. Dort entwickelte er die frühen Geräte für die Radioastronomie, die in dem Jodrell-Bank-Radioobservatorium etwas außerhalb von Manchester angewandt wurden, unter anderem das Intensitätsinterferometer, ohne Rücksicht auf Fachkollegen, die dieses Gerät als Unmöglichkeit angesehen hatten. Von 1964 bis 1981 arbeitete er an der Universität Sydney. Er ist Mitentdecker des Hanbury Brown-Twiss-Effekts. 1974 entdeckte er mit Bruce Balick am National Radio Astronomy Observatory Sagittarius A* (das sich später als supermassives schwarzes Loch im Zentrum der Milchstraße herausstellte). 
Robert Hanbury war 1982 bis 1985 Präsident der Internationalen Astronomischen Union.

## Auszeichnungen
- 1968 Eddington-Medaille
- 1986 Companion des Order of Australia

| Personendaten    | Personendaten                         |
| ---------------- | ------------------------------------- |
| NAME             | Brown, Robert Hanbury                 |
| KURZBESCHREIBUNG | englischer Physiker und Radioastronom |
| GEBURTSDATUM     | 31. August 1916                       |
| GEBURTSORT       | Aruvankadu (Indien)                   |
| STERBEDATUM      | 16. Januar 2002                       |
| STERBEORT        | Andover, Hampshire, England           |